# Patrick Dupriez
Patrick Dupriez (ur. 17 lutego 1968 w Jaunde) – belgijski polityk i samorządowiec, działacz społeczny, w latach 2012–2014 przewodniczący Parlamentu Walońskiego, w latach 2015–2018 współprzewodniczący Ecolo.

## Życiorys
Dzieciństwo spędził w Afryce wraz z rodziną, następnie zamieszkał w Brabancji. Studiował inżynierię rolnictwa ze specjalizacją w zakresie wód i lasów na Université catholique de Louvain, kształcił się także w zakresie geografii i filozofii. Pracował przy projekcie rozwojowym w Chile oraz przez siedem lat jako urzędnik ds. edukacji ekologicznej w prowincji Namur. W młodości działał w Greenpeace, Amnesty International oraz organizacjach działających na rzecz Afryki i ekologii, w wieku 17 lat dołączył do ugrupowania Ecolo. Był sekretarzem lokalnych struktur partii oraz pracownikiem powiązanej z nią fundacji Etopia. Został radnym (2002–2009) i członkiem władz miejskich Ciney (2006–2009, 2018–2019). W kadencji 2009–2014 zasiadał w Parlamencie Walońskim, od marca 2012 do maja 2014 pełnił funkcję jego przewodniczącego (zastąpił wybraną do władz partii Emily Hoyos). W 2014 nie uzyskał reelekcji. W marcu 2015 został współprzewodniczącym partii razem z Zakią Khattabi. Zrezygnował z funkcji z przyczyn osobistych w październiku 2018. Został następnie konsultantem, a także szefem fundacji Etopia.